# Incilius campbelli
Incilius campbelli är en groddjursart som först beskrevs av Joseph R. Mendelson 1994.  Incilius campbelli ingår i släktet Incilius och familjen paddor. IUCN kategoriserar arten globalt som nära hotad. Inga underarter finns listade i Catalogue of Life.